# Plectranthus purpuratus
Plectranthus purpuratus là một loài thực vật có hoa trong họ Hoa môi. Loài này được Harv. miêu tả khoa học đầu tiên năm 1860.